# برايان إف أوبرايان
برايان إف أوبرايان (بالإنجليزية: Brían F. O'Byrne)‏ (و. 1967  م) هو ممثل مسرحي، وممثل أفلام أيرلندي.

## جوائز وترشيحات
حصل على جوائز منها:
- جائزة توني لأفضل ممثل في مسرحية  [لغات أخرى]‏ (2004).

ترشح لـ:
- جائزة توني لأفضل ممثل في مسرحية  [لغات أخرى]‏ (2007)
- جائزة توني لأفضل ممثل في مسرحية  [لغات أخرى]‏ (2005)
- جائزة توني لأفضل ممثل في مسرحية  [لغات أخرى]‏ (1999)
- جائزة توني لأفضل ممثل في مسرحية  [لغات أخرى]‏ (1998).

## وصلات خارجية
- برايان إف أوبرايان على موقع IMDb (الإنجليزية)
- برايان إف أوبرايان على موقع ألو سيني (الفرنسية)
- برايان إف أوبرايان على موقع أول موفي (الإنجليزية)
- برايان إف أوبرايان على موقع قاعدة بيانات برودواي على الإنترنت (الإنجليزية)
- برايان إف أوبرايان على موقع قاعدة بيانات الفيلم (الإنجليزية)
- برايان إف أوبرايان على موقع كينوبويسك (الروسية)